# Alpha TV
Alpha TV es un canal de televisión privado de Grecia, que emite una programación generalista. Es la tercera emisora en audiencias del país, y desde 2008 hasta 2012 perteneció al grupo RTL.

## Historia
El canal fue fundado en 1993 con el nombre de "Skai TV" (en griego, ΣΚΑΪ TV) por Aristides Alafouzos, un armador griego y propietario del diario Kathimerini. A diferencia de las otras cadenas privadas, la programación de la nueva emisora estaba enfocada al deporte y la información. Sin embargo, el canal no tuvo el éxito esperado y en 1999 fue vendido al empresario Dimitris Kontominas.
El nuevo propietario inicia un proceso de transición, que culmina en 1999 con el cambio de nombre a Alpha TV. La programación pasó a ser generalista, y buscó un público objetivo de más de 45 años con entretenimiento, informativos y cine. A su vez, lanzó canales vía satélite para Oceanía, Norteamérica y Europa. Con esa oferta, Alpha se convirtió en el tercer canal más visto del país.
En 2008, Kontominas vendió una participación mayoritaria en Alpha a RTL Group, que se convirtió en el nuevo propietario. La multinacional revendió la participación a Kontominas en 2012.